# Blumenthal (Schiff, 1984)
Die Blumenthal war ein 1984 von der Flender-Werft gebautes Kühlschiff. Das als Helene Jacob gebaute Schiff war bei der Ablieferung das einzige Kühlschiff unter deutscher Flagge.

## Geschichte
Die Reederei Ernst Jacob bestellte Ende 1982 bei der Flender-Werft zwei Neubauten unter den Baunummern 633 und 634, die bereits einige Elemente vom seinerzeit laufenden F- und E-Vorhaben „Schiff der Zukunft“, wie z. B. das Freifallrettungsboot, aufwiesen. Unter maßgeblicher technischen Beratung von Prof. G. Mau, der im Bereich Kühlschiffahrt bei der zum Bremer Handelshaus Scipio & Co. gehörenden Union Handels- und Schiffahrtsgesellschaft engagiert war, wurden besonders die kühltechnischen Details entwickelt. Zu dieser Zeit hatte die hauseigene Reederei Union nur gecharterte Schiffe unter Vertrag, da sie ihre eigene Flotte 1981 aufgelöst hatte.
Am 19. August 1984 lief das erste Kühlschiff ohne aufwendige Feier vom Stapel und wurde von einer Mitarbeiterin der Werft auf den Namen Helene Jacob getauft, obwohl man wusste, dass es seinen Dienst als Blumenthal antreten würde. Am 16. Dezember 1984 wurde das Schiff abgeliefert und als Blumenthal in Fahrt gesetzt.
Von 1988 bis 1993 und 1984 bis 1996 war es als Helene Jacob in Fahrt. Dazwischen fuhr das Schiff unter dem Namen Saxon Star. Von 1996 bis 2007 wurde es unter dem Namen Tudor Star, jetzt unter der Flagge der Bahamas, betrieben, sowie von 2007 bis 2011 als Sun Genius.
Im Juni 2011 erreichte das Schiff Alang und wurde anschließend verschrottet.

## Schiffsbeschreibung
Die Blumenthal hatte bei einer Länge von 146,1 m und Breite von 21,5 m eine Vermessung von 9415 BRT und eine Tragfähigkeit von 11.805 tdw. An Deck konnten 111 TEU Kühlcontainer gestaut und an die entsprechenden E-Steckdosen angeschlossen werden.
Das Schiff war mit fünf mittschiffs angeordneten Kranen ausgerüstet. Je einer der Krane befand sich zwischen den vier Luken. Je ein weiterer Kran befand sich vor der Luke 1 und hinter der Luke 4 direkt vor dem Deckshaus.
Die Antriebsanlage bestand aus einem langsamlaufenden Sechszylinder-Zweitakt-Dieselmotor mit 11.100 kW Leistung, der dem Schiff eine Geschwindigkeit von 21 kn verlieh. Ein Wellengenerator mit 1300 kW und drei Hilfsdiesel-Generatoraggregate mit jeweils 810 kW Nennleistung dienten zur Stromversorgung.
Der Rauminhalt der vier Kühlladeräume mit je vier Decks betrug 13.525 m³. Je zwei Decks waren zu einer Kühlzone zusammengefasst, damit ergaben sich insgesamt 16 Decks mit acht Kühlzonen. Die Blumenthal wurde vorwiegend in der Bananenfahrt eingesetzt und die einzelnen Decks konnten mit Gabelstaplern befahren werden.
Die Ladungskühlanlage bestand aus einem direkt arbeitenden Kältesystem und verfügte über drei Schraubenverdichter der Firma Stal, die mit dem Kältemittel R-22 arbeiteten. Das Kältemittel wurde gasförmig vom Verdampfer kommend angesaugt, verdichtet und im wassergekühlten Kondensator verflüssigt. Anschließend strömte das Kältemittel zu den Kühlzonen, wurde im temperaturgeregelten Expansionsventil im Druck reduziert und bekam die zur Verdampfung notwendige Wärme von der Luft im Verdampfer. Dadurch kühlte sich die aus dem Laderaum kommende Luft ab. Diese Kaltluft wurde dann druckseitig unter die Grätinge im Laderaum verteilt und strömte von unten kommend vertikal durch die Kartonladung. Die von der Ladung erwärmte Luft wurde oben über den Kartons von den Laderaumlüftern angesaugt und luftseitig durch den Verdampfer gedrückt, womit der Luftkreislauf geschlossen wurde.